# Klasszikus zenei zeneszerzők listája korszak szerint
Ez a lista az európai klasszikus zene ismertebb zeneszerzőit tartalmazza időrendben, illetve művészeti korszak szerint.

## Általános áttekintés
Az alábbi időskálán a 15-19. századi európai klasszikus zene legnagyobb alakjai találhatóak:

## Középkor
- François Andrieu (14. század)
- Johannes Ciconia (1335 k. – 1411)
- Martinus Fabri (14. század)
- Arezzói Guidó (995 k. – 1050 k.)
- Bingeni Szent Hildegárd (1098–1179)
- Joannisz Kukuzelisz (1280–1360)
- Francesco Landini (1325–1397)
- Leoninus (1180 k.)
- Guillaume de Machault (1300–1377)
- Perotinus (1200 k.)
- Matteo da Perugia (1380 k. – 1410 k.)
- Philippe de Vitry (1291–1361)

## Reneszánsz
Lásd: Reneszánsz zeneszerzők listája

## Barokk
Lásd: Barokk zeneszerzők listája

## Klasszicizmus
Lásd: Klasszicista zeneszerzők listája

## Romantika
Lásd: Romantikus zeneszerzők listája

## 20. század
Lásd: 20. századi klasszikus zenei zeneszerzők listája